# Jurkawicze
Jurkawicze (biał. Юркавічы; ros. Юрковичи, pol. hist. Jurkowicze) – wieś na Białorusi, w obwodzie mińskim, w rejonie łohojskim. W 2009 roku liczyła 64 mieszkańców. Wchodzi w skład sielsowietu Szwaby. W latach 1924–1959 wieś była siedzibą sielsowietu.

## Parafia rzymskokatolicka
Parafia leży w dekanacie wilejskim archidiecezji mińsko-mohylewskiej. W 1995 r. na potrzeby kaplicy parafialnej przystosowano budynek byłej szkoły.